# Іржі Скобла
Іржі Скобла (чеськ. Jiří Skobla, 6 квітня 1930, Прага — 18 листопада 1978, Прага) — чехословацький легкоатлет, що спеціалізувався на штовханні ядра, призер Олімпійських ігор 1956, чемпіон Європи.
Батько — Ярослав Скобла, важкоатлет, чемпіон і призер Олімпійських ігор, чемпіон світу.

## Біографічні дані
Протягом 1951—1969 років Іржі Скобла 12 разів був чемпіоном Чехословаччини зі штовхання ядра і ще чотири рази срібним призером.
1952 року він вперше взяв участь в Олімпійських іграх і зайняв дев'яте місце.
11 жовтня 1952 року в Празі Іржі Скобла штовхнув ядро на 17 м 12 см. Цей результат став новим рекордом Європи. Протягом 1952 року Іржі Скобла шість разів поліпшував рекорд Чехословаччини. Він увійшов у п'ятірку найсильніших штовхальників ядра у всьому світі 
На чемпіонаті Європи з легкої атлетики 1954 Скобла з результатом 17.20 став чемпіоном зі штовхання ядра — успіх, який не вдалося повторити жодному іншому чехословацькому штовхальнику.
На Олімпійських іграх 1956 Іржі Скобла, пославши ядро на 17.39 вже в першій спробі, зробив заявку на олімпійську медаль. В останній шостій спробі він послав снаряд на 17.65, але задовольнився бронзовою медаллю, повторивши успіх Франтішека Доуда на Олімпійських іграх 1932.
На чемпіонаті Європи з легкої атлетики 1958 Скобла став бронзовим призером.
На Олімпійських іграх 1960 — задовольнився дев'ятим місцем.
На чемпіонаті Європи з легкої атлетики 1962 Скобла зайняв шосте місце. На перших Європейських легкоатлетичних іграх в приміщенні 1966 завоював бронзову медаль, що стала його останнім здобутком на міжнародних змаганнях.
1977 року Іржі Скобла взяв участь у II-му Чемпіонаті світу з легкої атлетики серед ветеранів в категорії старші за 45 років і став чемпіоном.
1978 року помер від раку нирки. Результати розтину невідомі, тіло Іржі Скобла кремували, а в Антидопінговому комітеті Чехії припускають, що смерть Скобли могла бути пов'язана з використанням стероїдів.

### Виступи на Олімпіадах
| Олімпіада      | Результат | Місце  |
| -------------- | --------- | ------ |
| Гельсінкі 1952 | 15.92     | 9      |
| Мельбурн 1956  | 17.65     | Бронза |
| Рим 1960       | 17.39     | 9      |